# Hypolimnas inaria
Hypolimnas inaria är en fjärilsart som beskrevs av Pieter Cramer 1782. Hypolimnas inaria ingår i släktet Hypolimnas och familjen praktfjärilar. Inga underarter finns listade i Catalogue of Life.